# Jean Maximilien Lamarque
Jean Maximilien Lamarque, född 22 juli 1770, död 1 juni 1832, var en fransk militär och politiker.
Lamarque inträdde 1791 som frivillig i armén, blev 1801 generalmajor, utmärkte sig i Italien och blev 1807 generallöjtnant. Han tog ärofull del i 1809 års fälttåg. Från 1810 kämpade Lamarque i Spanien, avskedades av bourbonerna, undertryckte under de hundra dagarna det rojalistiska upproret i Vendée men måste därpå gå i landsflykt. Återvänd 1818, blev Lamarque deputerad och uppträdde skarpt oppositionellt, framför allt mot bourbonerna men även mot julimonarkin, och vann stor popularitet.
Under hans begravningståg, som följdes av en stor folkmassa, utbröt juniupproret 1832, ett uppror som försökte avsätta kungen från julimonarkin och som beskrivs i Victor Hugos bok Samhällets olycksbarn.